# デーニチェ
デーニチェ（伊: Denice）は、イタリア共和国ピエモンテ州アレッサンドリア県にある、人口約200人の基礎自治体（コムーネ）。

## 地理

### 位置・広がり
| 隣接するコムーネは以下の通り。括弧内のATはアスティ県所属を示す。 - モンバルドーネ (AT) - モナステーロ・ボルミダ (AT) - モンテキアーロ・ダックイ - ポンティ - ロッカヴェラーノ (AT) |

### 地震分類
イタリアの地震リスク階級 (it) では、3 に分類される
。

## 行政

### 分離集落
デーニチェには、以下の分離集落（フラツィオーネ）がある。
- Bonini, Buri, Chiazze, Cribattola, Formiera, Gorghi, Marza, Piano Superiore, Poggio, Ratè, Valbella